# ネットフォー
株式会社ネットフォーは、佐賀県東松浦地区の北部をカバーするケーブルテレビ局であった。
2024年3月31日、唐津市情報化基盤光ケーブル推進事業によって光ファイバーが整備されたことに伴いサービスを終了した。

## 概要
唐津市は平成の大合併で巨大化したこともあり、市内には複数のケーブルテレビ事業者が存在する。
ネットフォーはもともと呼子町における共聴設備が出発点であった。このため、呼子町から鎮西町・玄海町へと順次エリアを広げていったものの、それ以上“南下”させることはできなかった。
共聴ベースの設備であるため多チャンネルサービスは行っていないが、佐賀デジタルネットワークには加わり、インターネット接続サービスは行っている。

### 本社所在地
佐賀県唐津市呼子町呼子3313番地1

## サービスエリア
- 佐賀県唐津市呼子町
- 佐賀県唐津市鎮西町
- 佐賀県東松浦郡玄海町
鎮西町エリアは、平成の大合併前に鎮西町がケーブルテレビ整備に着手[2]。合併後は唐津市に引き継がれ、完成後は「ネットフォー」が市の委託をうけ運営している[3]。

## 主な放送チャンネル
アナログテレビ放送については法令の規定により「デジ・アナ変換」となっており、遅くとも2015年3月31日で終了。またデジタルはアナログ設備を利用した「周波数変換パススルー」方式をとっていることを公表している。

### テレビ局
| デジタル | アナログ | 放送局                                                           |
| -------- | -------- | ---------------------------------------------------------------- |
| C48(1)   | 3        | NHK佐賀総合                                                      |
| C49(2)   | 12       | NHK佐賀 Eテレ                                                    |
| C50(3)   | 8        | sts サガテレビ                                                   |
| C51(4)   | 4        | RKB毎日放送                                                      |
| C52(5)   | 6        | FBS 福岡放送                                                     |
| C53(6)   | 1        | KBC 九州朝日放送                                                 |
| C54(7)   | 10       | TVQ九州放送                                                      |
| C55(8)   | 9        | TNC テレビ西日本                                                 |
| C56(11)  | 5        | 唐津統一放送ぴ〜ぷる放送（旧チャンネル5）                        |
| C57(12)  | 2        | 行政放送 - チャンネルからつ（唐津市） - チャンネル玄海（玄海町） |
| ‐        | 11       | リクエストチャンネル                                             |
| 直接受信 | C13      | BSジャパン                                                       |
| ‐        | C14      | NHK BS2                                                          |
| 直接受信 | C15      | BSフジ                                                           |
| 直接受信 | C16      | NHK BS                                                           |
| 直接受信 | C17      | BS朝日                                                           |
| ‐        | C18      | NBC 長崎放送                                                     |
| 直接受信 | C20      | BS日テレ                                                         |
| 直接受信 | C21      | BS-TBS                                                           |
| ‐        | C22      | WOWOW                                                            |

- 「BSデジタル放送のチャンネル増設予定有り」としているが、詳細は明らかにされていない。表中「直接受信」としたチャンネルは、現段階ではパラボラアンテナを直接設置して視聴することになる[4]。
- 放送のチャンネルは、唐津市サイト[5]にも掲載されている。

### ラジオ局
| MHz | 放送局     |
| --- | ---------- |
| ○   | fm fukuoka |
| ○   | NHK佐賀FM  |